# Lista de unidades federativas do Brasil por IFDM
Segue abaixo a lista das unidades federativas do Brasil por IFDM – Índice Firjan de Desenvolvimento Municipal, que mede a qualidade de vida dos estados e municípios com base em dados relativos às três principais áreas de desenvolvimento: Emprego e Renda, Educação e Saúde. Os valores abaixo são baseados em dados da edição 2012, relativo aos dados oficiais de 2010.

Mapa de unidades federativas do Brasil segundo o IFDM (ano base 2010).

| +0,8800 +0,8200 +0,7600 | +0,7000 +0,6400 +0,5800 |

## IFDM edição 2012 - Ano base 2010
| Posição        | Posição                           | Unidade federativa  | IFDM    | IFDM    |
| Posição (2010) | Mudança comparada a dados de 2009 | Unidade federativa  | Em 2010 | Em 2009 |
| -------------- | --------------------------------- | ------------------- | ------- | ------- |
| 1              | (0)                               | São Paulo           | 0,8940  | 0,8796  |
| 2              | (0)                               | Paraná              | 0,8427  | 0,8226  |
| 3              | (1)                               | Santa Catarina      | 0,8261  | 0,7953  |
| 4              | (1)                               | Rio de Janeiro      | 0,8230  | 0,8062  |
| 5              | (0)                               | Minas Gerais        | 0,8197  | 0,7928  |
| 6              | (0)                               | Rio Grande do Sul   | 0,8190  | 0,7852  |
| 7              | (1)                               | Espírito Santo      | 0,7774  | 0,7547  |
| 8              | (1)                               | Distrito Federal    | 0,7709  | 0,7609  |
| 9              | (0)                               | Goiás               | 0,7580  | 0,7368  |
| 10             | (2)                               | Ceará               | 0,7333  | 0,7129  |
| 11             | (3)                               | Pernambuco          | 0,7320  | 0,6902  |
| 12             | (2)                               | Mato Grosso do Sul  | 0,7319  | 0,7256  |
| 13             | (2)                               | Mato Grosso         | 0,7303  | 0,7131  |
| 14             | (1)                               | Rondônia            | 0,7161  | 0,7024  |
| 15             | (1)                               | Sergipe             | 0,6920  | 0,6709  |
| 16             | (1)                               | Rio Grande do Norte | 0,6898  | 0,6647  |
| 17             | (2)                               | Tocantins           | 0,6884  | 0,6800  |
| 18             | (1)                               | Bahia               | 0,6803  | 0,6535  |
| 19             | (1)                               | Piauí               | 0,6619  | 0,6515  |
| 20             | (1)                               | Paraíba             | 0,6593  | 0,6351  |
| 21             | (3)                               | Roraima             | 0,6464  | 0,6538  |
| 22             | (2)                               | Maranhão            | 0,6337  | 0,6046  |
| 23             | (1)                               | Acre                | 0,6328  | 0,6175  |
| 24             | (2)                               | Pará                | 0,6277  | 0,5966  |
| 25             | (2)                               | Amazonas            | 0,6233  | 0,6064  |
| 26             | (1)                               | Amapá               | 0,6206  | 0,6008  |
| 27             | (0)                               | Alagoas             | 0,5943  | 0,5933  |